# Elliot Anderson
Elliot Anderson (* 6. November 2002 in Whitley Bay, England) ist ein schottisch-englischer Fußballspieler, der seit 2024 beim englischen Erstligisten Nottingham Forest unter Vertrag steht.

## Karriere

### Verein
Vom Wallsend Boys Club kommend, ging er ab 2010 in die Jugend von Newcastle United über. Hier durchlief er dann auch alle U-Mannschaft bis zur U23 und wurde während dieser von Februar bis Mai 2022 an Bristol Rovers verliehen, wo er für die Mannschaft einige Einsätze in der League Two hatte. Schon zuvor hatte er bei einer 0:3-Niederlage gegen den FC Arsenal am 18. Januar 2021 sein Debüt in der Premier League. Hier wurde er zur 87. Minute für Miguel Almirón eingewechselt. Seit Sommer 2022 ist er nun fester Teil der ersten Mannschaft von Newcastle und sammelt so auch weitere Spielzeit in der PL. Erstmals in der Champions League kam er dann in der Saison 2023/24 zum Einsatz, dass er hier nur zwei Einsätze in dieser Spielzeit sammelte, lag dabei aber an einer Rückenverletzung. Im Sommer 2024 wechselt er zum Ligakonkurrenten Nottingham Forest.

### Nationalmannschaft
Mit der schottischen U17-Nationalmannschaft hatte er von November 2018 bis Februar 2019 ein paar Einsätze, vornehmlich in Freundschaftsspielen. Im Juni 2022 kam er bei der U21 dann auch noch einmal zum Einsatz.